# GFW 넥스트 제너레이션 챔피언십
GFW 넥스트 제너레이션 챔피언십(GFW Nex*Gen Championship)은 GFW에 존재하던 중간급 챔피언 타이틀이다.

## 역사
2015년 7월 24일, 8월 21일, 10월 23일에 진행된 앰프드 녹화를 통해 토너먼트를 진행하였고 초대 챔피언이 탄생했다.

## 기록들
- 초대 챔피언 : PJ 블랙
- 마지막 챔피언 : 코디 로즈
- 최장수 챔피언 : 선제이 더트 (364일)
- 최단 기간 챔피언 : PJ 블랙 (35일)
- 최다 챔피언 : PJ 블랙, 선제이 더트, 코디 로즈 (1회)
- 최중량급 챔피언 : 코디 로즈 (100kg)
- 최경량급 챔피언 : 선제이 더트 (88kg)
- 최고령 챔피언 : 선제이 더트 (33세 234일)
- 최연소 챔피언 : 코디 로즈 (31세 148일)

## 역대 챔피언
- PJ 블랙 (초대 챔피언)
- 선제이 더트
- 코디 로즈 (마지막 챔피언)

## 같이 보기
- WWE 인터콘티넨탈 챔피언십
- WCW 유나이티드 스테이츠 챔피언십
- ECW 월드 텔레비전 챔피언십
- TNA X-디비전 챔피언십
- RoH 월드 텔레비전 챔피언십
- RoH 월드 퓨어 챔피언십